# Voo Korean Air Lines 007
O voo Korean Airlines 007, conhecido também como KAL 007 ou KE007, era um avião civil sul-coreano que foi derrubado por jatos interceptadores soviéticos em 1 de setembro de 1983, sobre o mar de Okhotsk, a oeste da ilha de Sacalina. 
Os 269 passageiros e tripulantes, incluindo um congressista norte-americano, Lawrence McDonald, estavam a bordo do voo KAL 007; ninguém sobreviveu. A União Soviética afirmou que não sabia que o avião era civil e como tinha entrado no espaço aéreo soviético, pensaram que era uma provocação deliberada dos Estados Unidos, e foi decidido que eles iriam testar suas capacidades militares, repetindo o incidente do voo KAL 902, que foi derrubado por dois caças soviéticos sobre a península de Kola em 20 de abril de 1978. O incidente atraiu uma onda de protestos através do mundo, particularmente nos Estados Unidos.

## O Incidente
O Voo KAL 007 era um Boeing 747 comercial (registro: HL7442) que voou de Nova Iorque para o Aeroporto Internacional de Gimpo. Partiu do aeroporto internacional John F. Kennedy (JFK) em Nova Iorque em 31 de agosto com 240 passageiros e 29 tripulantes. 
Depois de uma escala no Aeroporto Internacional Ted Stevens em Anchorage, Alasca, o avião decolou às 13h00 GMT (5h00 hora local) em 1 de setembro, foi para oeste e então eles fizeram um arco para o sul em uma rota para o Aeroporto Internacional de Gimpo. Isto levaria muito além do oeste do normal (245º magnético), passando pela península de Kamchatka e então no mar de Okhotsk para Sacalina. 
Cinco anos antes, um outro avião da Korean Air tinha violado o espaço aéreo soviético. Em 20 de abril de 1978, um avião de combate soviético Su-15, atirou no voo KAL 902 depois que eles tinham voado na península de Kola, matando dois passageiros e forçando o avião a fazer um pouso de emergência em um  lago congelado. Uma investigação do caso era difícil, devido a diversas negativas dos soviéticos em dar as informações sobre o incidente. Já existia um histórico de grandes erros de rotas envolvendo a aviação civil, mas nenhum tão grande envolvendo a União Soviética.
Enquanto o avião, KAL 007 ainda em um endereço e velocidade em constantes características de qualquer intrusão prévia, sobrevoou uma pequena parte do território soviético, no mesmo momento foram alertados caças Su-15 e MiG-23. Um segundo sinal também se apareceu nos radares soviéticos, e ele estava muito perto da posição do KAL 007.
Dois Su-15 da base aérea de Dolinsk-Sokol interceptaram o avião chegando cada vez mais perto e comunicaram pedindo instruções. Eles foram ordenados a destruir o avião.

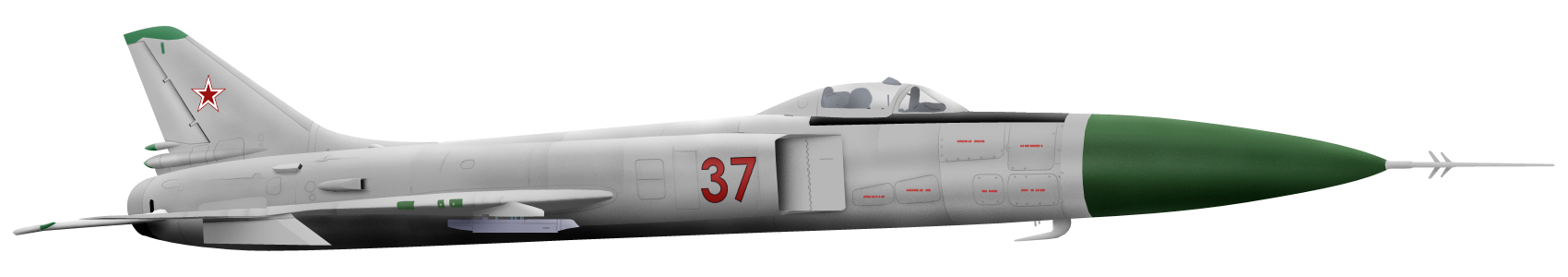
Modelo de um Su-15

O Major Gennadiy Nikolayevich Osipovich, a bordo modelo Sukhoi Su-15, derrubou o avião com um ataque simples com projétil às 18h26 GMT. 
O avião foi atingido por um míssil, aproximadamente no mar a 55 km da ilha Moneron, matando imediatamente todos a bordo. Inicialmente, foi informado que o avião tinha sido forçado a pousar em Sakalina, depois foi provado que isto era falso. 
As transcrições recuperadas da caixa-preta do avião indicam que a tripulação não estava atenta que eles estavam completamente fora da rota planejada e que estavam violando o espaço aéreo soviético (ao fim eles estavam mais de 312,5 milhas náuticas [500 km] para o oeste da rota original). Depois do ataque ao avião, a aeronave desceu em espiral de emergência devido à descompressão rápida às 18h26 GMT, até o fim da gravação às 18h27min46 GMT. Porém, as autoridades soviéticas negaram algum conhecimento que eles tinham recuperado as inscrições de informação. A informações sobre o incidente foram divulgadas 8 anos mais tarde, quando a União Soviética foi dissolvida;

## Investigações
Foram feitas duas investigações a cargo da ICAO. A primeira foi realizada logo após o acidente e a segunda, oito anos mais tarde. Ambas concluíram que a direção foi alterada após um erro da própria tripulação; o piloto automático teria sido programado para deixar o curso em modo de endereço ou o INS foi acionado sem querer. Isto deixou o sistema da aeronave perdido, após a sua decolagem em Anchorage. Nem mesmo a tripulação e as autoridades russas perceberam que a aeronave estava fora de sua rota original.
A testemunha mais próxima do incidente, o piloto soviético que atirou os mísseis, confirmou depois que não foram seguidos os padrões internacionais de interceptação, e que tinha sido instruído pelas autoridades militares para mentir na televisão, dizendo que tinha dado tiros de advertência. A parte soviética manteve oficialmente que eles foram chamados através da rádio, mas que o KAL 007 não respondeu. Não obstante, qualquer outro aparato ou monitores terrestres que cobriram essas frequências de emergências naquele momento, nunca ouviram nenhuma chamada de rádio soviética. 

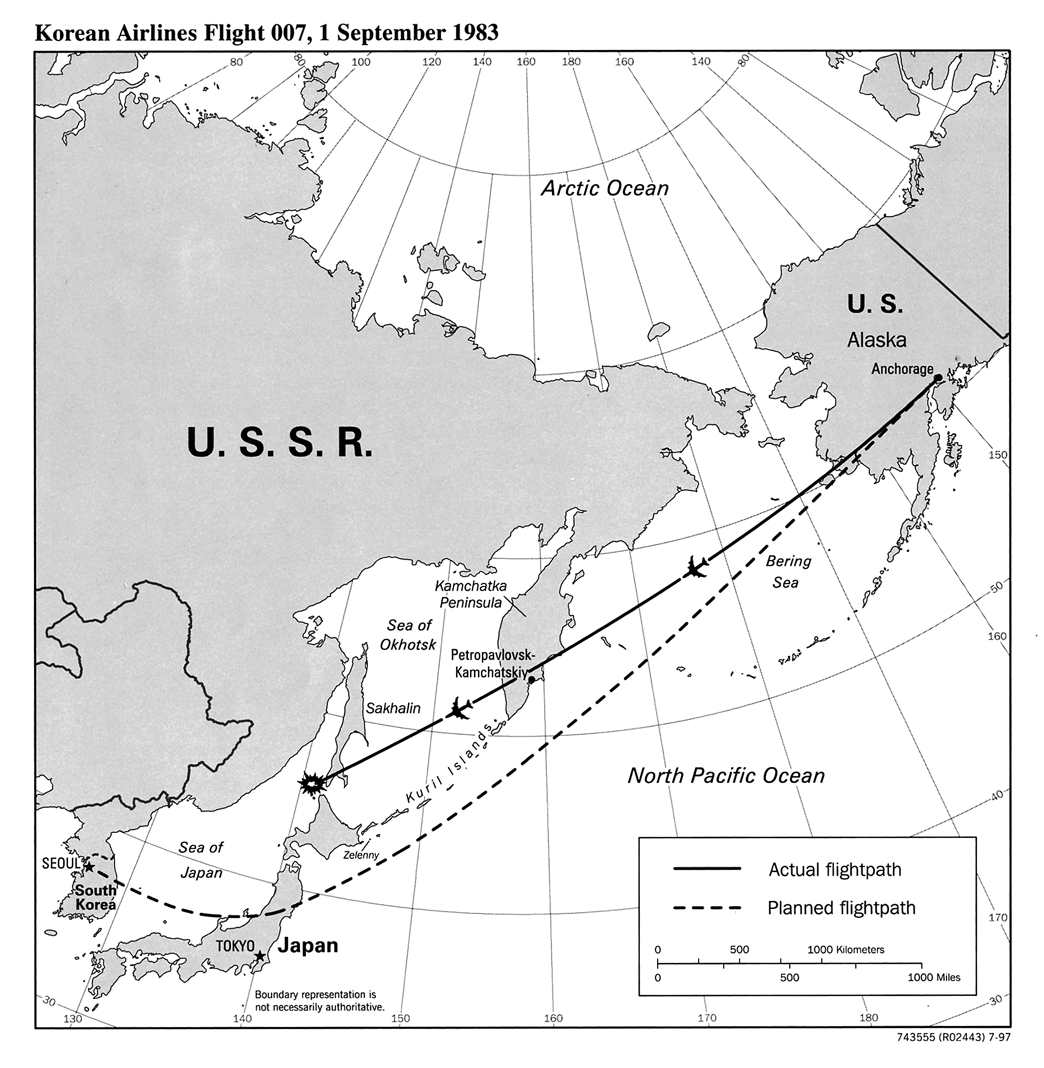
Mapa mostrando a distância entre a trajetória de voo realizada e a planejada

Revisões posteriores indicaram que a verdadeira natureza do ataque, foi que no dia anterior, um avião espião RC-135 USAF americano tinha realmente invadido a área, fazendo a mesma rota que o KAL, sendo descoberto pelos radares soviéticos, deixando o espaço restringido antes de que pudesse ser interceptado pelos SU-15 soviéticos. 
Quando os restos da aeronave coreana, apareceram, na manhã do dia seguinte, os soviéticos acreditaram que era o mesmo avião, o RC-135, porque ele realmente parecia um caça americano, mas eles estiveram realmente estiveram próximos do KAL; pensando que era o avião espião americano, por ser muito parecido visualmente, mas os controladores de voo soviéticos não entraram em contato com a aeronave e agiram de forma sumária, atirando mísseis para derruba-lo.

## Repercussões Políticas
O presidente americano Ronald Reagan condenou o incidente de 1 de setembro, chamando isto de "o massacre da Korean Air", "um crime contra a humanidade que nunca deveria ser esquecido" e um "ato de barbarismo de brutalidade desumana". No dia seguinte, a União Soviética admitiu derrubar o KAL 007, declarando que os pilotos não souberam que era um avião de passageiros quando violou o espaço aéreo soviético. O ataque pressionou as relações entre os Estados Unidos e a União Soviética a um baixo nível. Em 15 de setembro, o presidente Reagan ordenou que a FAA revogasse a permissão da Aeroflot para operar em aeroportos americanos. Como resultado, a Aeroflot só poderia operar na América do Norte, em voos para o México e para o Canadá. O serviço da Aeroflot para os Estados Unidos ficaria suspenso até o dia 29 de abril de 1986. Ainda em 1983, o dissidente e desertor soviético Yuri Bezmenov, afirmou que "não ficaria surpreso" se aquele fosse um ato deliberado da União Soviética, visando eliminar o passageiro Larry McDonald, membro da Câmara dos Representantes dos Estados Unidos.
A então embaixadora americana na ONU, Jeane Kirkpatrick, fez uma apresentação audiovisual no Conselho de Segurança, usando áudios da caixa-preta do avião, áudios de programas de rádio soviéticos e um mapa da rota de voo do avião para descreverem a queda como selvagem e injustificada. 
Devido a este incidente, Ronald Reagan anunciou que o sistema GPS se tornaria livre para o uso civil, uma vez que se concluiu que este incidente poderia ser evitado se tal sistema estivesse disponível para uso civil.